# Karjala Cup 2013
Karjala Cup 2013 byl turnaj v rámci série Euro Hockey Tour 2013/2014, který se konal od 7. do 10. listopadu 2013. Zápas mezi Švédskem a Českem se uskutečnil v Läkerol Areně ve švédském Gävle, ostatní zápasy se uskutečnily v helsinské Hartwall areně. Vítězem turnaje se stala reprezentace Finska.

## Tabulka
| Poř. | Tým     | Z | V | VP | PP | P | VG | OG | B |
| ---- | ------- | - | - | -- | -- | - | -- | -- | - |
| 1.   | Finsko  | 3 | 2 | 0  | 1  | 0 | 9  | 8  | 7 |
| 2.   | Rusko   | 3 | 2 | 0  | 0  | 1 | 10 | 6  | 6 |
| 3.   | Švédsko | 3 | 1 | 1  | 0  | 1 | 11 | 7  | 5 |
| 4.   | Česko   | 3 | 0 | 0  | 0  | 3 | 2  | 11 | 0 |

Z = Odehrané zápasy; V = Výhry; VP = Výhry v prodloužení/nájezdech; PP = Prohry v prodloužení/nájezdech; VG = vstřelené góly; OG = obdržené góly; B = Body

## Zápasy
| 7. listopadu 2013 17:30 SEČ | Rusko | 3:4 (1:1, 1:2, 1:1) | Finsko | Helsinky, Hartwall Arena Návštěvnost: 9883 |  |

| Report                                                              |                                                                     |          |                                                                                      |                       |
| Jussi Rynnäs                                                        | Jussi Rynnäs                                                        | Brankáři | Alexandr Jerjomenko                                                                  | Rozhodčí: Linde Björk |
| Jurim Alexandrov 09:03' Michajl Varnakov 20:49' Jegor Averin 45:43' | Jurim Alexandrov 09:03' Michajl Varnakov 20:49' Jegor Averin 45:43' |          | Juusi Hietanen 03:44' Oskar Osala 22:20' Leo Komarovov 26:49' Sakari Salminen 53:52' | Rozhodčí: Linde Björk |
| 8 min                                                               | 8 min                                                               | Tresty   | 6 min                                                                                | Rozhodčí: Linde Björk |
| 32                                                                  | 32                                                                  | Střely   | 23                                                                                   | Rozhodčí: Linde Björk |

| 7. listopadu 2013 19:30 SEČ | Švédsko | 6:0 (3:0, 2:0, 1:0) | Česko | Gävle, Läkerol Arena Návštěvnost: 4777 |  |

| Report |                 |          |                                              |                            |
| Henrik Karlsson | Henrik Karlsson | Brankáři | Jakub Štěpánek a Jakub Kovář (od 28. minuty) | Rozhodčí: Gofmann Anisimov |
| Linus Klasen 03:54' Simon Hjalmarsson 16:03' Pär Arlbrandt 16:32' Linus Klasen 27:49' Simon Hjalmarsson 32:18' Martin Thörnberg 58:37' |                 |          |                                              | Rozhodčí: Gofmann Anisimov |
| 6 min | 6 min           | Tresty   | 6 min                                        | Rozhodčí: Gofmann Anisimov |
| 23 | 23              | Střely   | 30                                           | Rozhodčí: Gofmann Anisimov |

| 9. listopadu 2013 11:30 SEČ | Švédsko | 2:5 (0:2, 1:2, 1:1) | Rusko | Helsinky, Hartwall Arena Návštěvnost: 7729 |  |

| Report                                    |                                           |          | |                           |
| David Rautio                              | David Rautio                              | Brankáři | Alexandr Jerjomenko                                                                                    | Rozhodčí: Boman Lindqvist |
| Oskar Möller 35:58' David Ullström 59:59' | Oskar Möller 35:58' David Ullström 59:59' |          | Artěmij Panarin 01:51' Jenver Lisin 10:18' Jegor Averin 21:20' Ilja Nikulin 36:21' Jenver Lisin 54:41' | Rozhodčí: Boman Lindqvist |
| 8 min                                     | 8 min                                     | Tresty   | 12 min                                                                                                 | Rozhodčí: Boman Lindqvist |
| 30                                        | 30                                        | Střely   | 23 | Rozhodčí: Boman Lindqvist |

| 9. listopadu 2013 15:30 SEČ | Finsko | 3:2 (0:1, 1:1, 2:0) | Česko | Helsinky, Hartwall Arena Návštěvnost: 11801 |  |

| Report                                                        |                                                               |          |                                          |                       |
| Niko Hovinen                                                  | Niko Hovinen                                                  | Brankáři | Jakub Kovář                              | Rozhodčí: Linde Björk |
| Petri Kiontola 36:08' Mika Pyörälä 44:21' Jori Lehterä 54:45' | Petri Kiontola 36:08' Mika Pyörälä 44:21' Jori Lehterä 54:45' |          | Jakub Petružálek 13:40' Jan Kovář 22:37' | Rozhodčí: Linde Björk |
| 6 min                                                         | 6 min                                                         | Tresty   | 6 min                                    | Rozhodčí: Linde Björk |
| 25                                                            | 25                                                            | Střely   | 19                                       | Rozhodčí: Linde Björk |

| 10. listopadu 2013 11:30 SEČ | Česko | 0:2 (0:0, 0:0, 0:2) | Rusko | Helsinky, Hartwall Arena Návštěvnost: 6777 |  |

| Report      |             |          |                                               |                               |
| Jakub Kovář | Jakub Kovář | Brankáři | Alexandr Jerjomenko                           | Rozhodčí: Fonselius Kaukokari |
|             |             |          | Alexandr Popov 40:34' Michail Varnakov 41:08' | Rozhodčí: Fonselius Kaukokari |
| 14 min      | 14 min      | Tresty   | 6 min                                         | Rozhodčí: Fonselius Kaukokari |
| 23          | 23          | Střely   | 29                                            | Rozhodčí: Fonselius Kaukokari |

| 10. listopadu 2013 15:30 SEČ | Finsko | 2:3 PP (0:1, 1:1, 1:0 – 0:1) | Švédsko | Helsinky, Hartwall Arena Návštěvnost: 11642 |  |

| Report                                     |                                            |          |                                                                  |                        |
| Niko Hovinen                               | Niko Hovinen                               | Brankáři | Henrik Karlsson                                                  | Rozhodčí: Hodek Hribik |
| Jere Karalahti 34:35' Niklas Hagman 56:52' | Jere Karalahti 34:35' Niklas Hagman 56:52' |          | Pär Arlbrandt 17:39' Linus Klasen 28:17' Sebastian Erixon 61:48' | Rozhodčí: Hodek Hribik |
| 6 min                                      | 6 min                                      | Tresty   | 10 min                                                           | Rozhodčí: Hodek Hribik |
| 29                                         | 29                                         | Střely   | 35                                                               | Rozhodčí: Hodek Hribik |

## All-Star-Team
| Útočník | Jenver Lisin Rusko – Petri Kontiola Finsko – Pär Arlbrandt Švédsko |
| Obránce | Andrei Subarev Rusko – Lasse Kukkonen Finsko                       |
| Brankář | Henrik Karlsson Švédsko                                            |